# 迷彩服3型

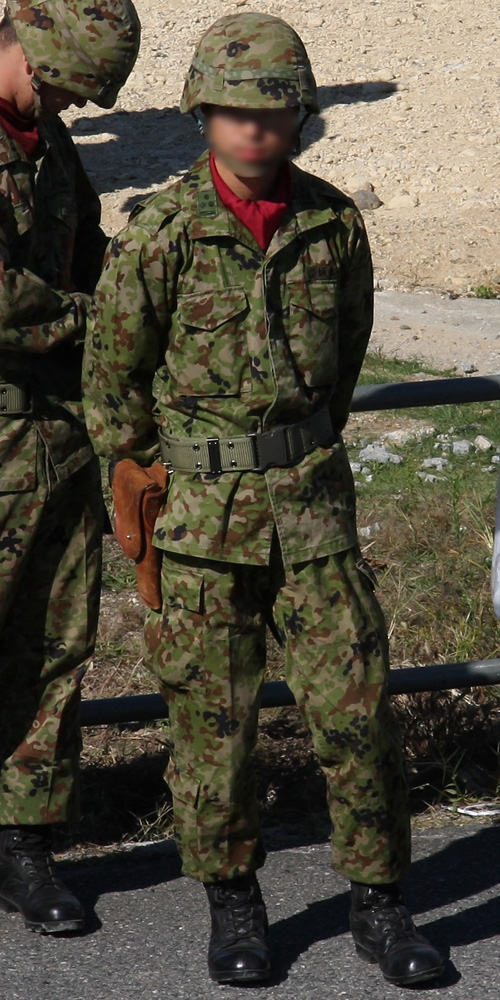
戦闘服,一般用を着用し、弾帯に9mm拳銃用ホルスターを装着している。

迷彩服3型（めいさいふくさんがた）は、2007年（平成19年）以降、陸上自衛隊隊員に貸与されている個人被服である。迷彩服3型と戦闘服,一般用と作業服,迷彩という名称で調達されている。

## 概要

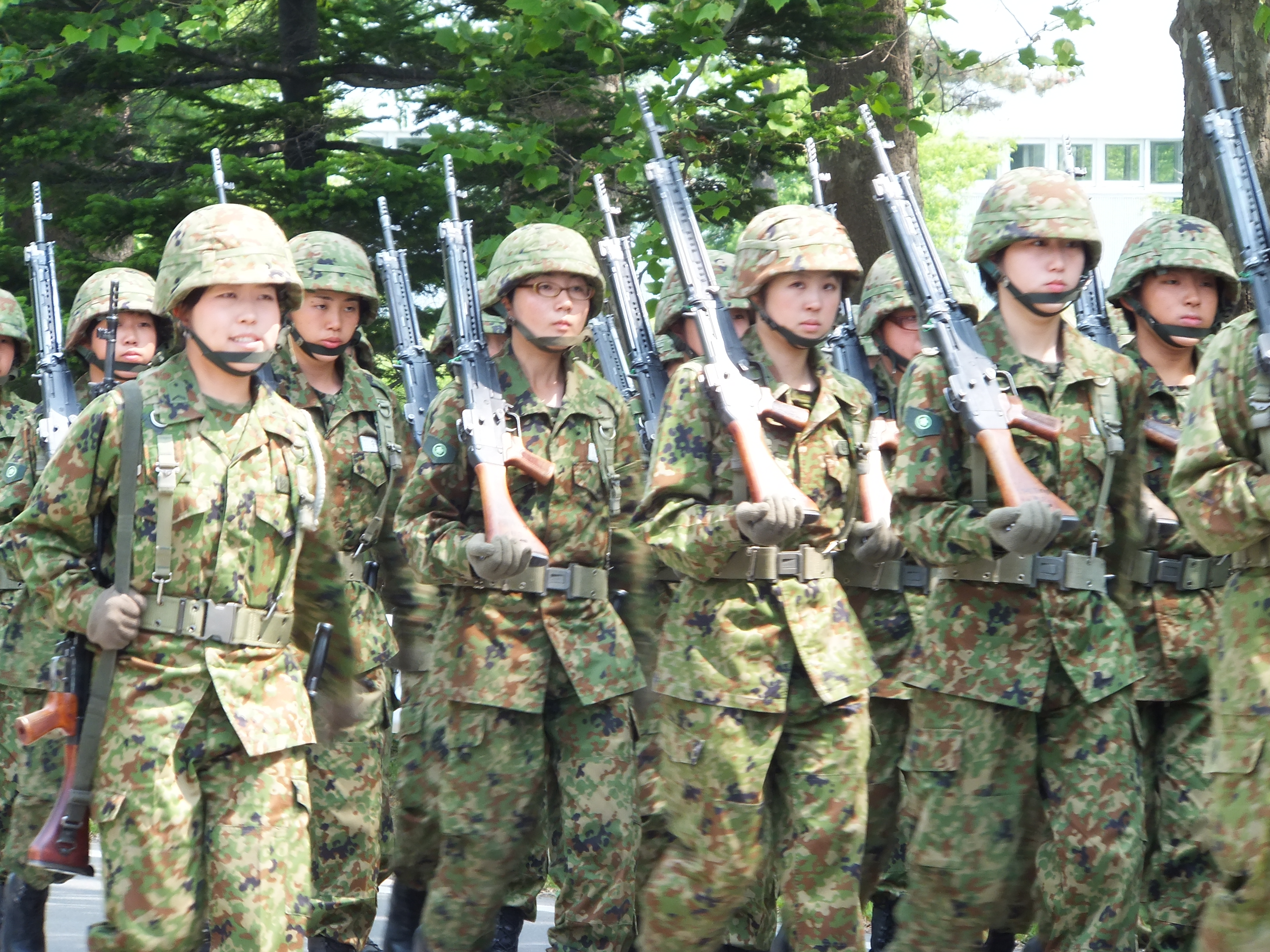
作業服,迷彩を着用した女性自衛官候補生（第120教育大隊）

基本的に迷彩服2型のマイナーチェンジであり、細部に変更点がみられる。難燃加工やIR迷彩（赤外線暗視装置に反応しにくい加工）、制電加工が施されており、海上自衛隊の陸警隊、航空自衛隊の航空救難団飛行群救難隊にも同様のものが配備されている。2型と同一の迷彩生地（ビニロン混綿）であるが、65式作業服以降使用されている同種の綾織り生地は破れに弱い欠点があった。現在は、従来の生地にリップストップを施した「作業服2型」が調達されている（また、「迷彩服4型」及び「戦闘服2型」が作業服2型と同仕様で調達されている）。

## デザイン
迷彩服2型のデザインをベースとし、以下の点に相違が見られる。
- 上衣（じょうい）
  - 襟の形状が変更され、面ファスナにより立てた位置で固定可能
  - 袖口の留め具をボタンから面ファスナに変更
  - 左袖ペン刺しが大型化

- ズボン
  - カーゴポケットのフラップの留め具をボタンから面ファスナに変更
  - 裾にポケットを追加
  - 右臀部のポケットを廃止

- ベルト
  - 記名用タグの追加

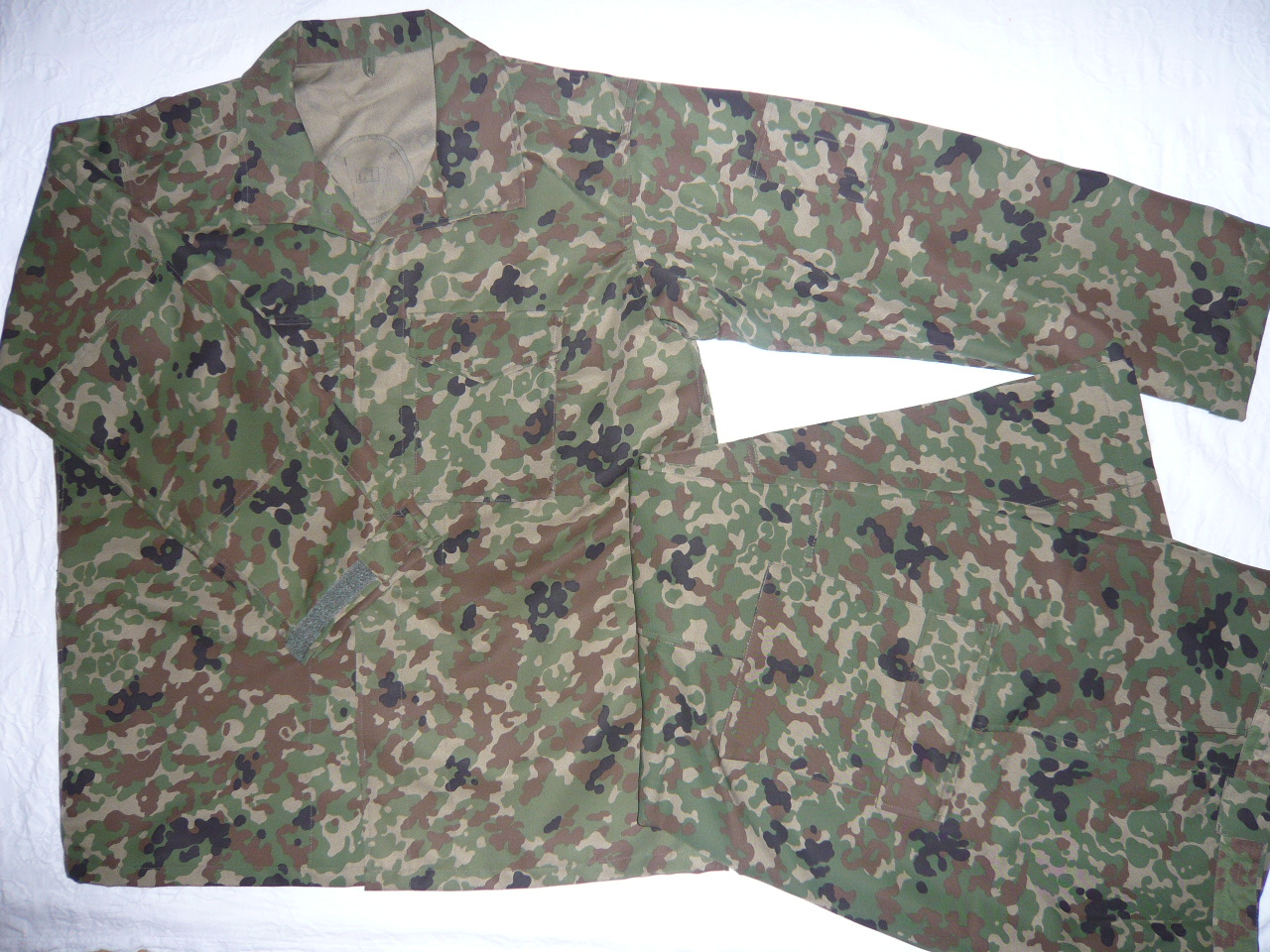
迷彩服3型と同形状の迷彩作業服3型のレプリカ
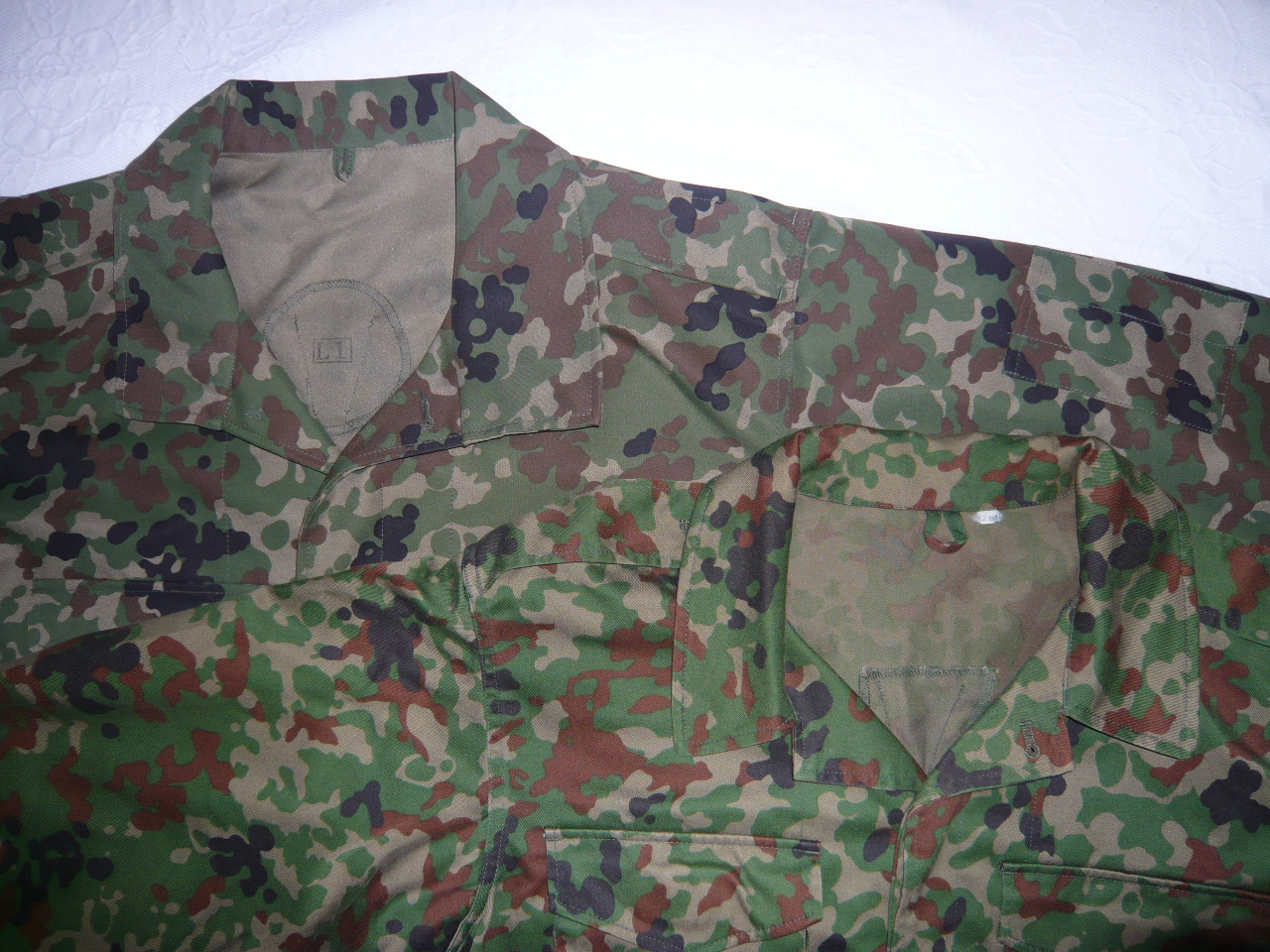
襟元
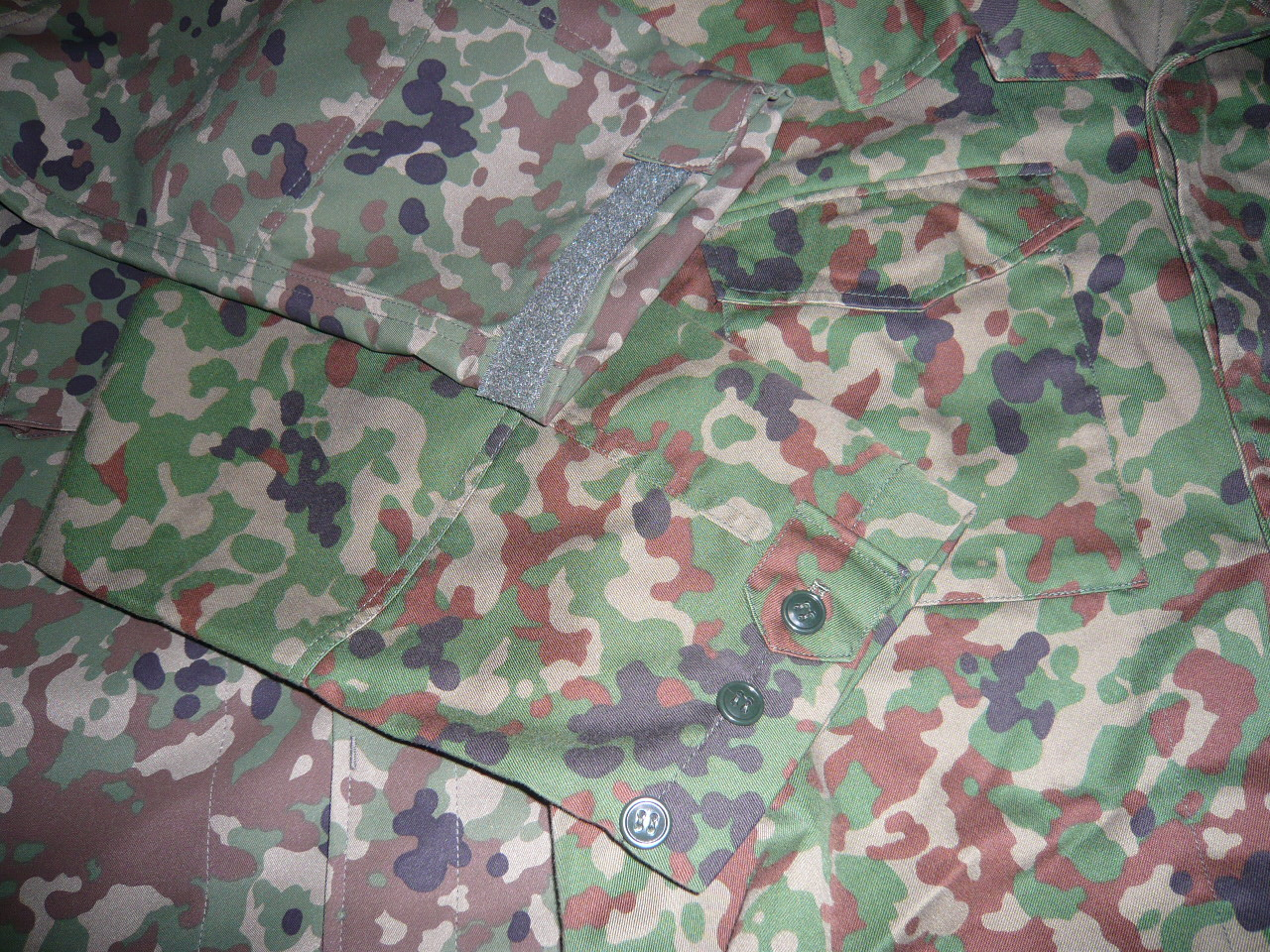
袖口の面ファスナ
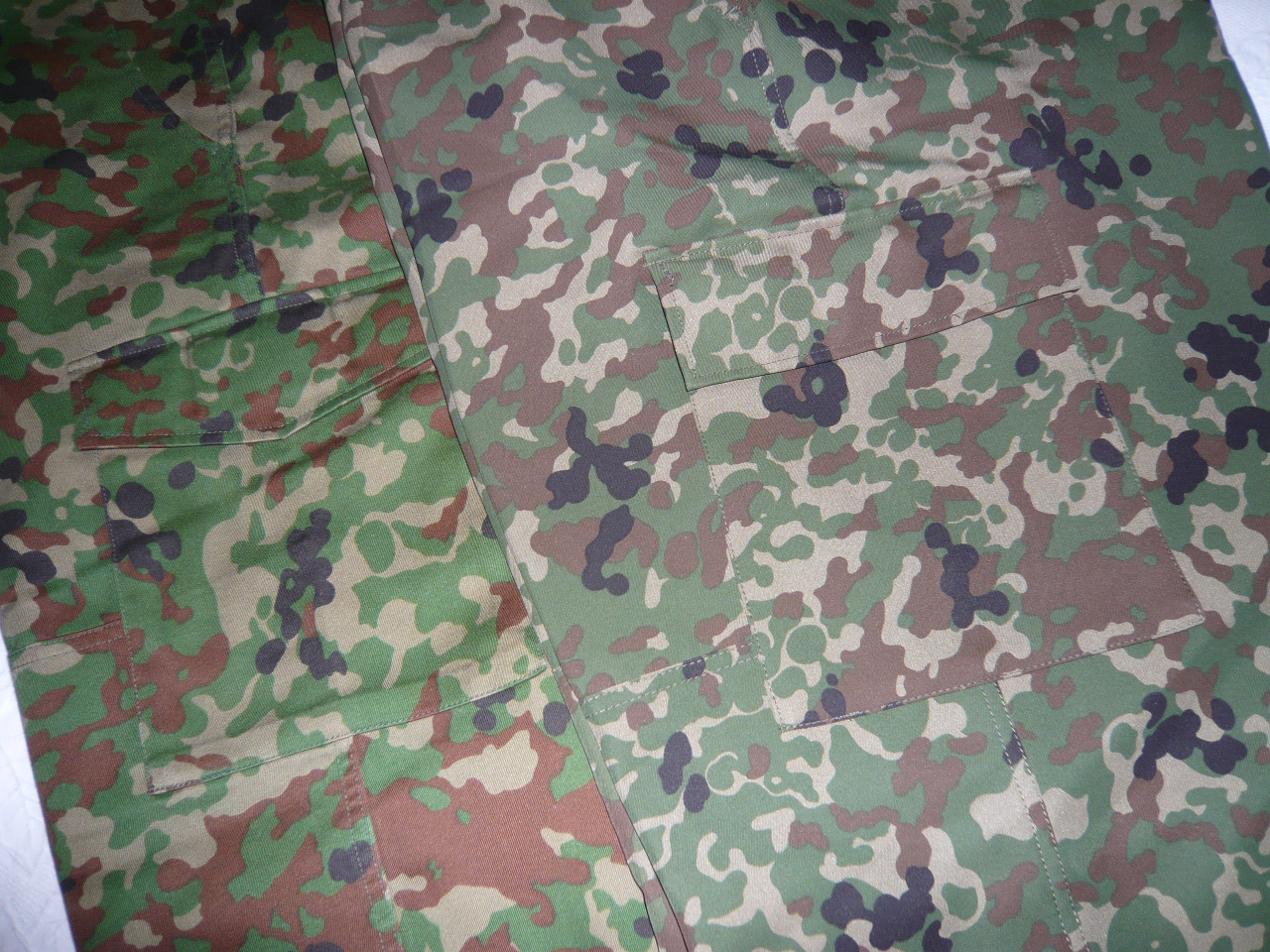
カーゴポケットの面ファスナ